# 尼古拉耶夫區
尼古拉耶夫區（羅馬化：Mykolaivskyi raion），又按乌克兰语名译为米科拉伊夫区，是烏克蘭尼古拉耶夫州的一個區，行政中心为尼古拉耶夫，2022年人口估计为636,832。

## 历史
2020年7月18日作为乌克兰行政区划改革的一部分，尼古拉耶夫州的区份数量减至4个，尼古拉耶夫區的面积显著增加。改革前尼古拉耶夫區的面積为1,429平方公里，2020年人口数量为29,389人。

## 行政區劃
尼古拉耶夫區下劃分為19個市鎮：
- 尼古拉耶夫市鎮（市級，行政中心：尼古拉耶夫）
- 新敖德薩市鎮（乌克兰语：Новоодеська міська громада）（市級，行政中心：新敖德薩）
- 奧恰基夫市鎮（市級，行政中心：奧恰基夫）
- 别列赞卡市镇（乌克兰语：Березанська селищна громада）（鎮級，行政中心：别列赞卡）
- 沃斯克雷森斯凱市鎮（乌克兰语：Воскресенська селищна громада）（鎮級，行政中心：沃斯克雷森斯凱）
- 奧利尚斯凱市鎮（乌克兰语：Ольшанська селищна громада）（鎮級，行政中心：奧利尚斯凱）
- 五一村市镇（乌克兰语：Первомайська селищна громада）（鎮級，行政中心：扎沃茨凱，旧名五一村）
- 蘇希葉拉涅茨市鎮（乌克兰语：Сухоєланецька сільська громада）（鎮級，行政中心：蘇希葉拉涅茨）
- 哈利齊諾韋市鎮（乌克兰语：Галицинівська сільська громада）（鄉級，行政中心：哈利齊諾韋）
- 科布萊韋市鎮（乌克兰语：Коблівська сільська громада）（鄉級，行政中心：科布萊韋）
- 康斯坦丁尼夫卡市鎮（乌克兰语：Костянтинівська сільська громада (Миколаївська область)）（鄉級，行政中心：康斯坦丁尼夫卡）
- 庫楚魯布市鎮（乌克兰语：Куцурубська сільська громада）（鄉級，行政中心：庫楚魯布）
- 米什科沃-波霍里洛韋市鎮（乌克兰语：Мішково-Погорілівська сільська громада）（鄉級，行政中心：米什科沃-波霍里洛韋）
- 內恰亞內市鎮（乌克兰语：Нечаянська сільська громада）（鄉級，行政中心：內恰亞內）
- 斯泰波韋市鎮（乌克兰语：Степівська сільська громада）（鄉級，行政中心：斯泰波韋）
- 喬爾諾莫爾卡市鎮（乌克兰语：Чорноморська сільська громада）（鄉級，行政中心：喬爾諾莫爾卡）
- 舍夫琴科韋鄉級市鎮（乌克兰语：Шевченківська сільська громада (Миколаївська область)）（鄉級，行政中心：舍夫琴科韋）
- 維斯尼亞內市鎮（乌克兰语：Веснянська сільська громада）（鄉級，行政中心：維斯尼亞內（乌克兰语：Весняне (селище)））
- 拉迪斯内萨德市镇（乌克兰语：Радсадівська сільська громада）（鄉級，行政中心：拉迪斯内萨德（乌克兰语：Радісний Сад））